# Apogon de Kaudern
Pterapogon kauderni
Pour les articles homonymes, voir Poisson cardinal.
Espèce
Statut de conservation UICN

 EN B2ab(ii,iii,iv,v) : En danger
L’Apogon de Kaudern ou poisson-cardinal de Banggai (Pterapogon kauderni) est une espèce de petits poissons d'eau de mer de la famille des Apogonidae.

## Répartition
Originaire des îles Banggai près de Célèbes en Indonésie, il est très apprécié en aquariophilie pour sa livrée unique, son comportement et sa facilité d'acclimatation ; et ce depuis sa redécouverte en 1991 et la publication des notes et photographies de l'ichtyologiste Gerald Allen en 1995 dans la Revue Française d'Aquariologie Herpétologie (le périodique du Muséum-Aquarium de Nancy).

## Description
L'Apogon de Kaudern peut atteindre 8 à 9 cm pour les plus gros spécimens. Il a le corps comprimé latéralement comme tous les Apogonidés. Sa livrée se compose de trois bandes noires bordées de liserés bleus traversant verticalement son corps. L'une au niveau de la tête passe sur l'œil. Une autre part du haut de la première nageoire dorsale et traverse le corps en avant des nageoires  pectorales. La troisième part du haut de la deuxième dorsale, traverse le corps en avant du pédoncule caudal pour recouvrir la nageoire anale.
Cette espèce est facile à distinguer des autres poissons cardinaux par ses premières nageoires dorsale et anale plus allongées, et ses secondes nageoires dorsale et caudale très fourchues.
Les mâles peuvent être différenciés des femelles par une cavité buccale élargie, visible seulement quand ils y incubent leur progéniture.

## Alimentation
Il se nourrit de zooplancton et de petits invertébrés.

## Reproduction
Comme chez la majorité des apogonidés, les œufs sont recueillis dans la bouche du mâle. Pendant cette période d’incubation buccale, le mâle ne se nourrit pas. Il libérera les œufs au bout de 20 jours environ, au moment de l’éclosion les alevins ont déjà toute leur couleur présente et la forme aussi

## Espèce menacée
Très apprécié des aquariophiles, les populations de ce poisson vivant à l’état sauvage sont victimes de ce succès, il est déclaré espèce en danger par l’UICN depuis 2007.

## Maintenance en aquarium
| Origine         | Indonésie (îles Bangaii) | Eau           | Eau de mer          |
| Dureté de l'eau | °GH                      | pH            | 8,0-8,3             |
| Température     | Entre 24 et 30 °C        | Volume mini.  | 150 L               |
| Alimentation    | Omnivore                 | Taille adulte | De 5 à 7 cm         |
| Reproduction    | ovipare                  | Zone occupée  | Milieu & Inférieure |
| Sociabilité     | Bonne                    | Difficulté    | facile              |

## Galerie

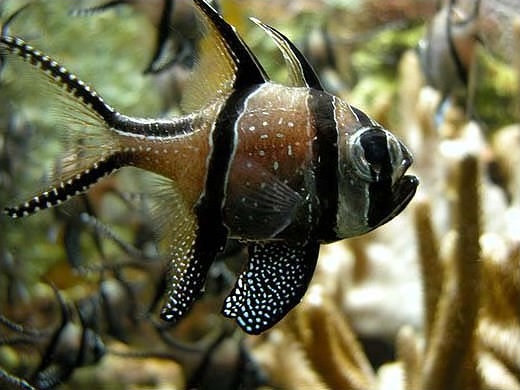
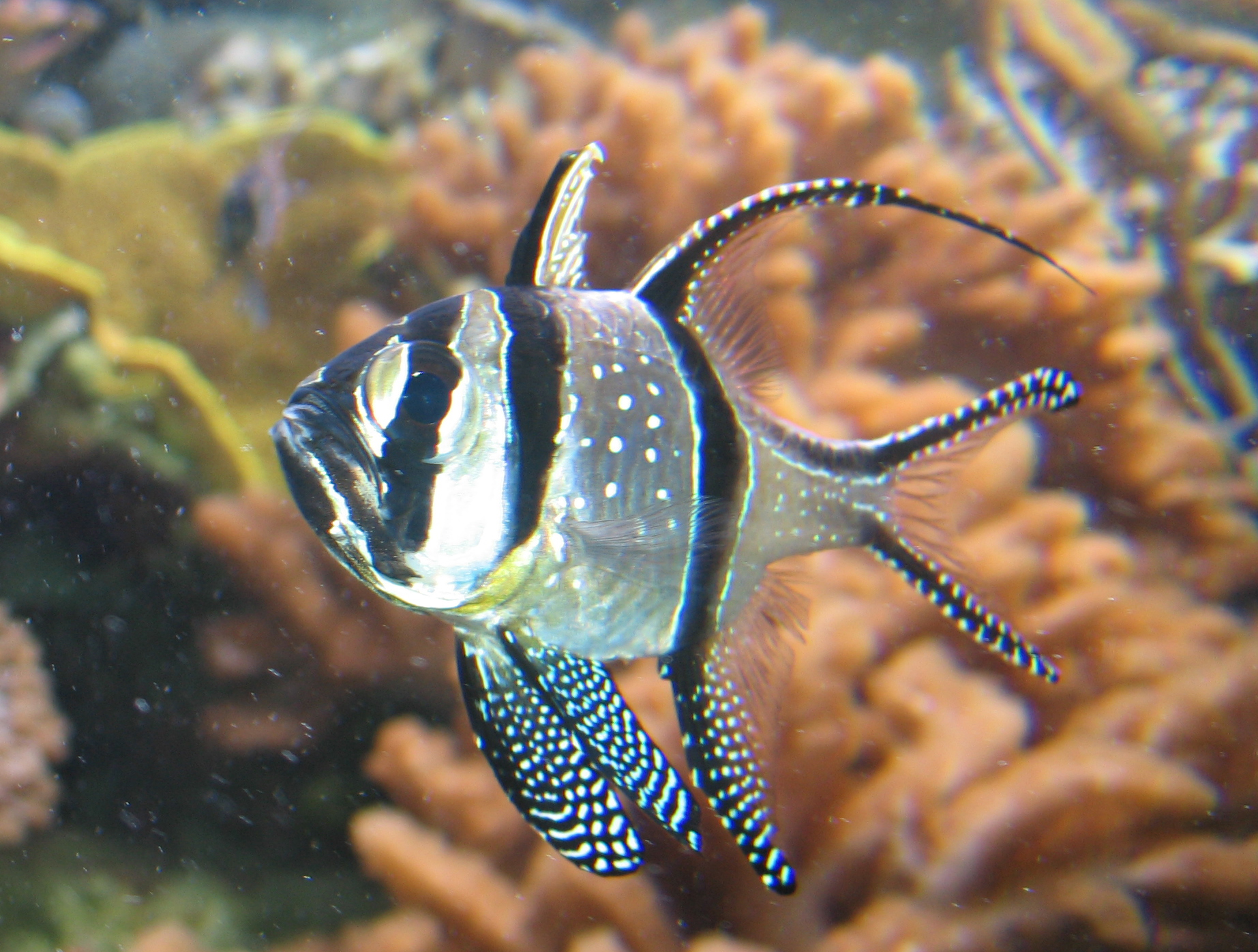
Poisson cardinal de Banggai au New England Aquarium.
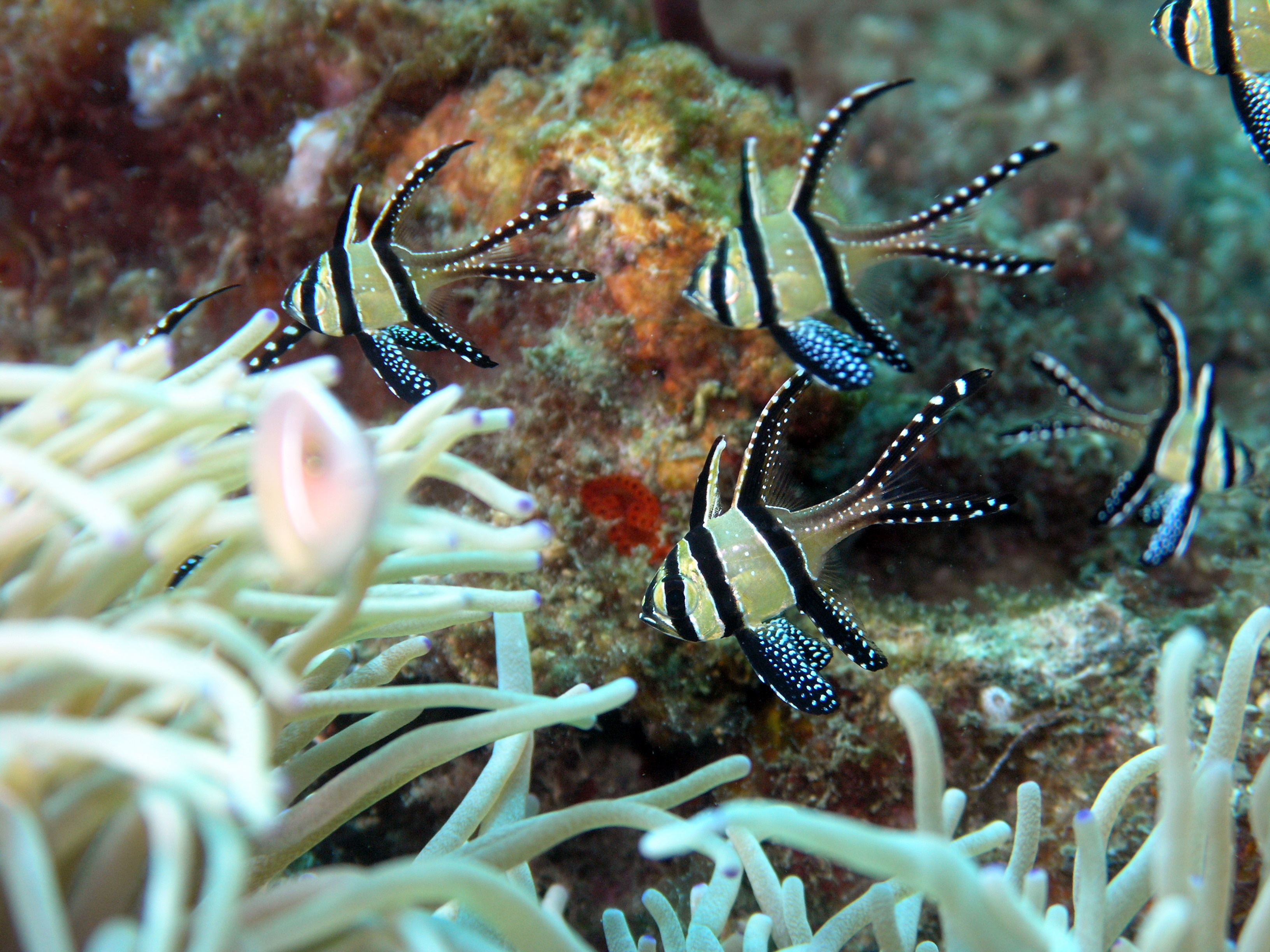
Dans son milieu naturel à Sulawesi, en Indonésie.
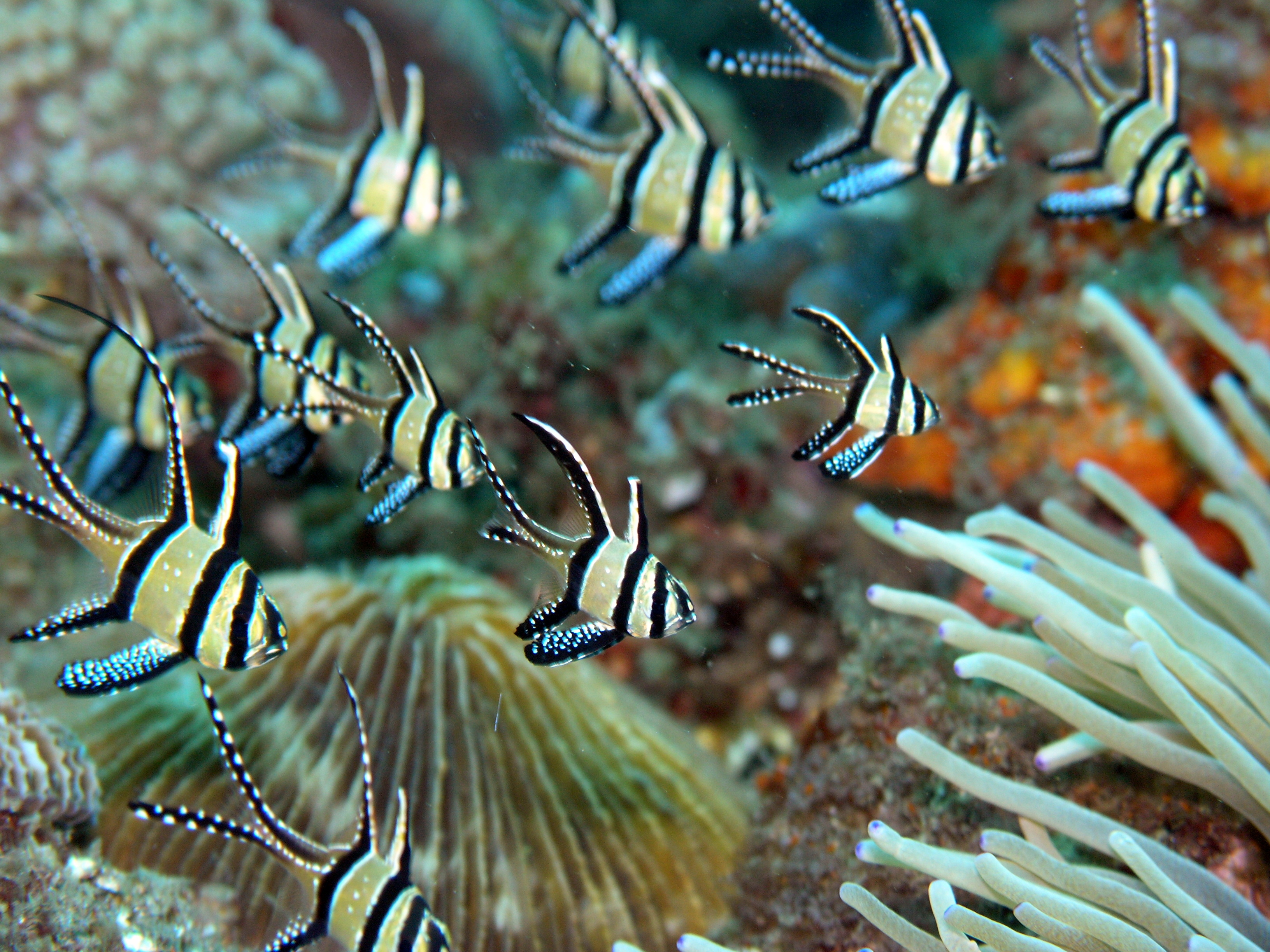
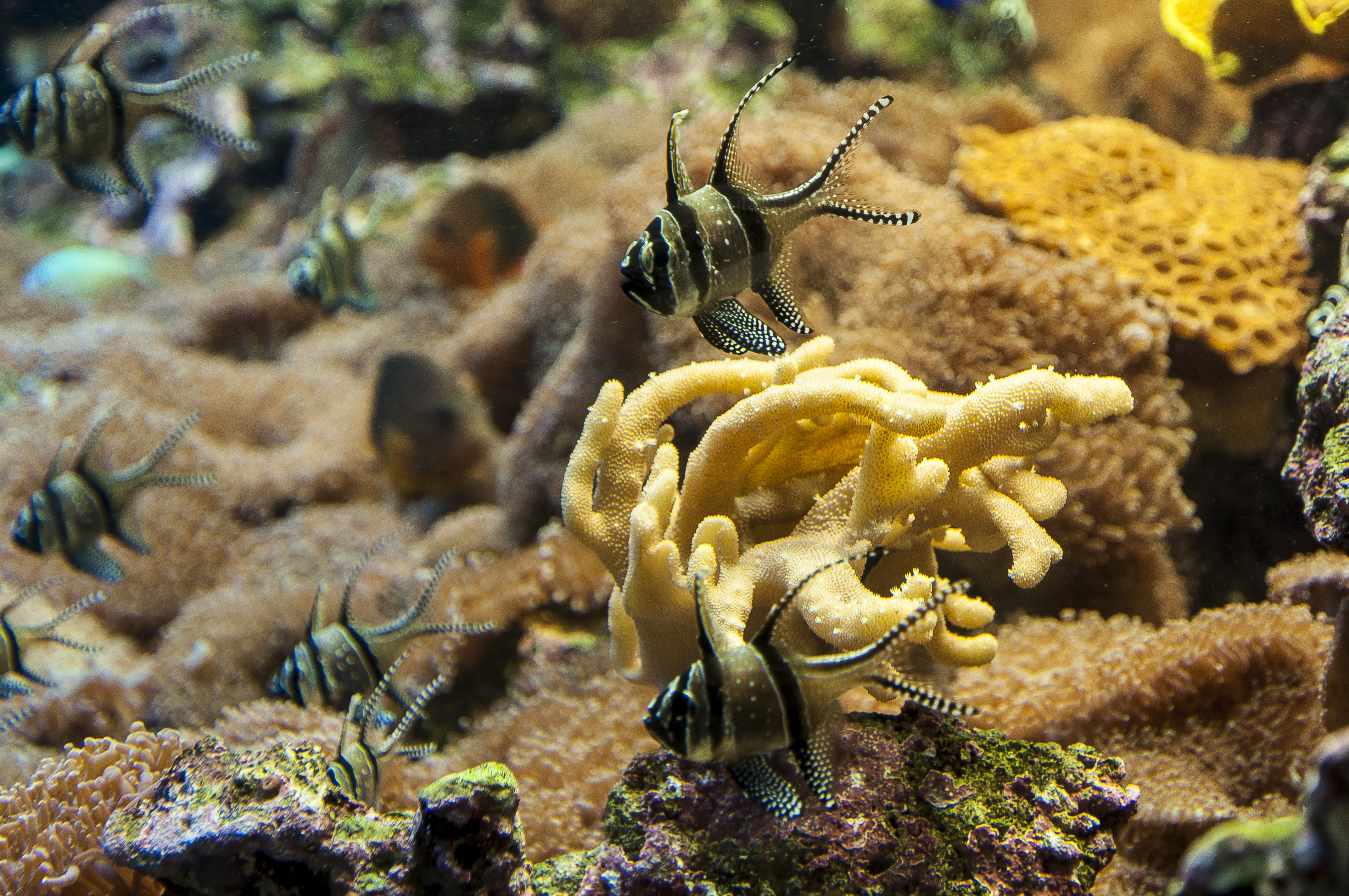
Apogon de Kaudern, aquarium Parc phœnix de Nice.

## Classification
Le nom valide complet (avec auteur) de ce taxon est Pterapogon kauderni Koumans, 1933.

## Étymologie
Son épithète spécifique, kauderni, lui a été donnée en l'honneur de l'herpétologiste suédois Walter Kaudern (d) (1881-1942) qui a collecté le spécimen type.

## Publication originale
- (en) F. P. Koumans, « On a new genus and species of Apogonidae », Zoologische Mededelingen, Pays-Bas, vol. 16, nos 1-2,‎ 1933, p. 78 (ISSN 0024-0672, e-ISSN 1876-2174).